# 馬來亞松多鰍
馬來亞松多鰍（學名：Sundoreonectes sabanus）為輻鰭魚綱鯉形目條鰍科松多鰍屬的其中一種。被IUCN列為瀕危保育類動物，分布於亞洲婆羅洲北部淡水流域，棲息在河川底層水域，生活習性不明。

## 扩展阅读
維基物種上的相關：馬來亞松多鰍